# Gelas
| System                                 | Oddział    | Piętro           | Wiek (mln lat) |
| -------------------------------------- | ---------- | ---------------- | -------------- |
| Czwartorzęd                            | Holocen    | Megalaj          | obecnie–0,0042 |
| Czwartorzęd                            | Holocen    | Northgrip        | 0,0042–0,0082  |
| Czwartorzęd                            | Holocen    | Grenland         | 0,0082–0,0117  |
| Czwartorzęd                            | Plejstocen | Późny Plejstocen | 0,0117–0,129   |
| Czwartorzęd                            | Plejstocen | Chiban           | 0,129–0,774    |
| Czwartorzęd                            | Plejstocen | Kalabr           | 0,774–1,80     |
| Czwartorzęd                            | Plejstocen | Gelas            | 1,80–2,58      |
| Paleogen                               | Oligocen   | Szat             | starsze        |
| Podział neogenu według IUGS, luty 2022 |            |                  |                |

Gelas (ang. Gelasian)
- w sensie geochronologicznym: najstarszy wiek plejstocenu (era kenozoiczna), trwający około 0,8 miliona lat (od 2,58 do 1,80 mln lat temu). Gelas jest młodszy od piacentu, a starszy od kalabru.

- w sensie chronostratygraficznym: najniższe piętro plejstocenu, wyższe od piacentu, a niższe od kalabru. Stratotyp dolnej granicy gelasu znajduje się na górze San Niccola koło Gela (południowe wybrzeże Sycylii).

Nazwa piętra (wieku) pochodzi od nazwy miasta Gela na Sycylii.
W najnowszym podziale stratygraficznym ICS gelas zaliczany jest do czwartorzędu, wcześniej był zaliczany do pliocenu.